# Джхинджхак
Джхинджхак (хинди झींझक) — город на северо-западе Индии, в округе Рамабайнагар штата Уттар-Прадеш.

## География
Джхинджхак лежит на берегу канала Лавер-Рам-Ганга, в 63 километрах к востоку от города Канпур и в 90 километрах к западу от города Этавах. Крупная железнодорожная станция на линии (NCR)/North Central Railway line. Ближайший международный аэропорт в Лакхнау (175 км).

## Демография
Согласно последней переписи 2001 года население Джхинджхака составляло 20 406 человек. Согласно оценке 2011 здесь было уже около 45 тысяч жителей, из которых мужчин 53%, а женщин 47%. Грамотность населения выше средней по стране и равняется 69%. 15% жителей моложе 6 лет.